# Martin Hewitt
Martin Hewitt (* 19. Februar 1958 in San José, Kalifornien) ist ein US-amerikanischer Schauspieler.

## Leben
Hewitt debütierte 1979 in einer Nebenrolle in der Fernsehserie General Hospital. 1980 spielte er neben Brooke Shields die männliche Hauptrolle in dem romantischen Filmdrama Endlose Liebe von Franco Zeffirelli, für das er unter ca. 5.000 Bewerbern ausgewählt worden war. Für diese Rolle war er 1982 für den Jungschauspieler-Preis Young Artist Award genauso wie für die Goldene Himbeere für die schlechteste Leistung des Jahres nominiert.
In der Piratenkomödie Dotterbart trat Hewitt neben Graham Chapman, Eric Idle und John Cleese auf. 1983 wirkte er außerdem neben James Spader in der Fernsehserie The Family Tree mit. In dem Actionfilm Out of Control übernahm er die Hauptrolle, weitere Hauptrollen folgten unter anderen in der Horrorkomödie Killer Party und in dem Thriller Gefährliche Begierde. In dem erotischen Filmdrama Two Moon Junction – Fesseln der Leidenschaft trat er neben Sherilyn Fenn als deren Verlobter Chad Dowling auf.
Hewitt ist seit dem Jahr 1990 mit Kerstin Gneiting verheiratet, hat zwei Kinder und lebt in Kalifornien. Er ist inzwischen als selbstständiger Unternehmer für Hausinspektions-Software tätig und führt außerdem Hausbegehungen für Immobilienkäufer durch.

## Filmografie (Auswahl)
- 1981: Endlose Liebe (Endless Love)
- 1983: Dotterbart (Yellowbeard)
- 1985: Out of Control
- 1986: Killer Party
- 1987: Alien Predator
- 1988: Helden USA 3 – Die Abrechnung (Private War)
- 1988: Two Moon Junction (Two Moon Junction)
- 1990: Gefährliche Begierde (Carnal Crimes)
- 1990: Crime Lords
- 1992: Secret Games
- 1994: Night Fire
- 2000: Wenn die Erde bebt – Wettlauf mit der Zeit (Ground Zero)